# Tabula dealbata
La tabula dealbata ("tavola sbiancata") era la tabula che ogni magistrato dell'antica Roma utilizzava per pubblicare i propri atti ufficiali. Fondamentali erano, in particolare, le tabulae dei magistrati giusdicenti (pretori, edili curuli, ...) in quanto lì dichiaravano i principi a cui si sarebbero attenuti nella loro attività di amministratori della giustizia. 
Parimenti importante era, inoltre, la tabula del pontifex maximus durante il periodo in cui questa carica aveva il controllo sul diritto romano. Veniva esposta nell'atrio della sua abitazione alla fine di ogni anno (di qui il nome di annales, con cui si indica la serie di anni corredati dai fatti) e su di essa venivano riportati i nomi dei magistrati scelti (i cosiddetti eponimi), che rimanevano in carica un anno ma potevano essere rinominati. Venivano anche riportati tutti gli avvenimenti dell'anno trascorso e per questo assunsero un'importanza storica notevole. È però da ricordare che la narrazione di molti avvenimenti non assicura la veridicità storica. Tutti i fatti venivano descritti sotto un'ottica aristocratica. Mucio Scevola (altro pontifex maximus) nel 130 a.C. circa li riordinò e li raccolse in 80 libri, detti Annales maximi.